# Рибальська сіть

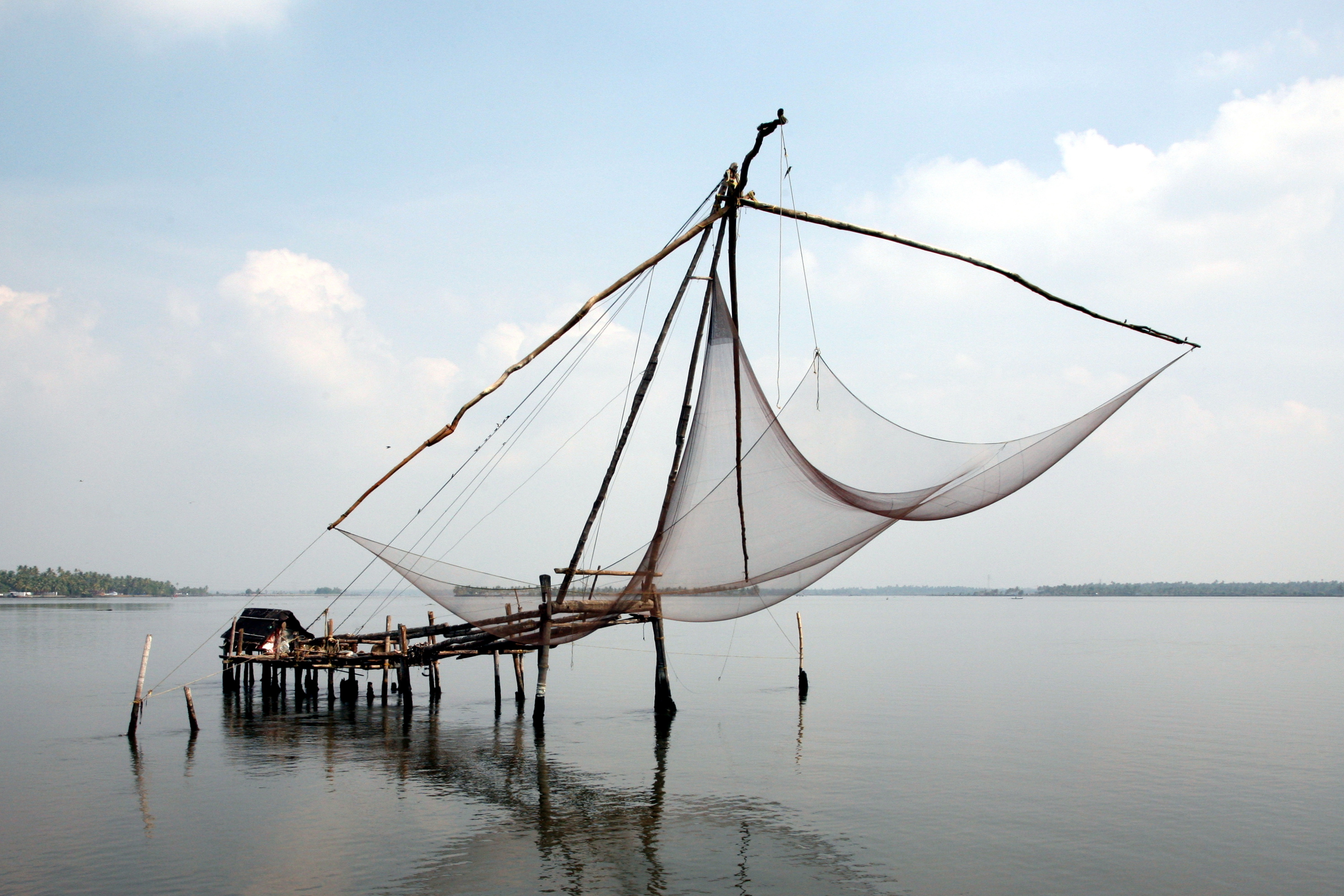
Китайська сіть неподалік Кочину (Індія).

Риба́льська сіть — засіб добування риби у великій кількості. Сіті використовуються виключно для видобутку риби в їжу або на продаж, а не як хобі.
Велика сіть ще називається невід, сітка з великими вічками — мере́жа.

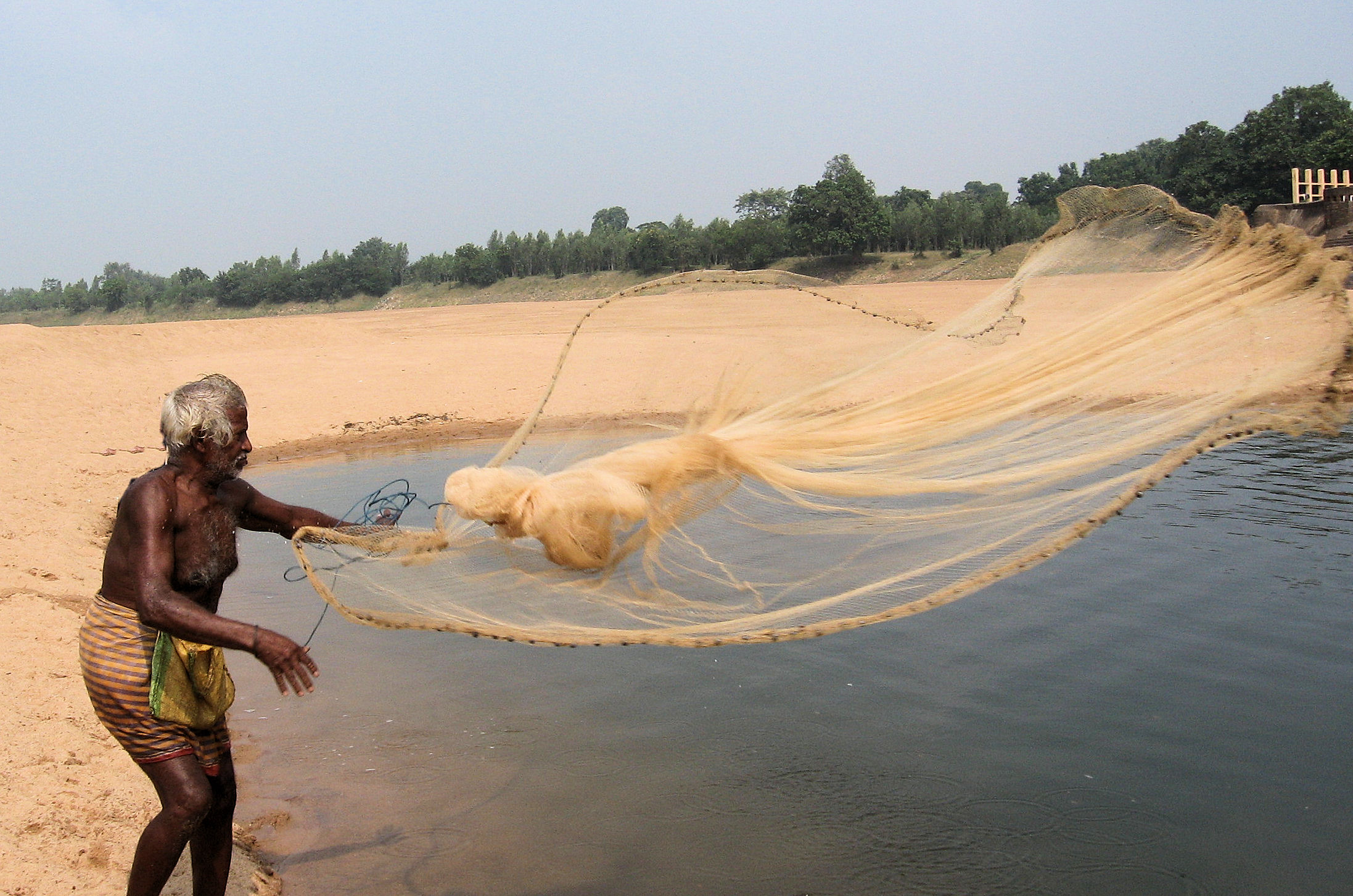
Використання ручних сітей, Орісса, Індія.

Принцип ловлі риби сітями наступний: риба потрапляє у сіті й, якщо вона більша за відстань поміж вузлами сітки, заплутується у них. Дуже велика риба часто рве сіті. Рибальські сіті, залежно від типу, розставляють на різній глибині у річках, озерах або у морі, часто вони тягнуться за судном.
Сучасні рибальські сіті роблять з поліамідів, таких як нейлон, хоча раніше використовували вовняні або шовкові волокна.
В Україні ловля риби або інших тварин за допомогою сітей є браконьєрством і приватним особам заборонена.

## Різновиди
- Трал — велика сітка у формі мішка
- Невід — сітка з великими вічками, а також назва низки промислових рухомих сітей
- Се́йна — кошелевий невід
- Мережа — сітка з великими вічками